# Johan Rockström

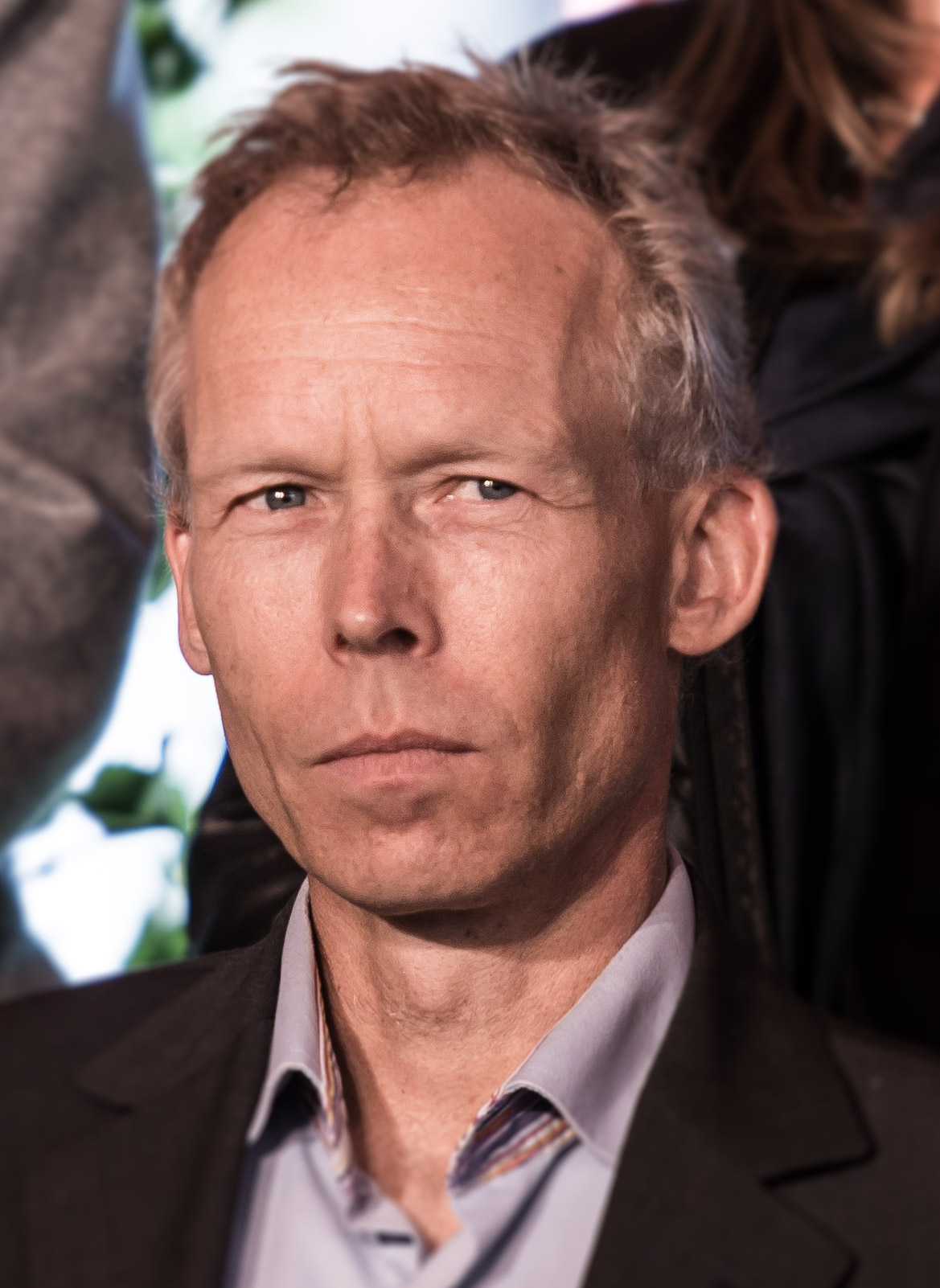
Johan Rockström (2015)

Johan Rockström (* 31. Dezember 1965) ist ein schwedischer Resilienzforscher, der international für seine Arbeit zu Fragen der globalen Nachhaltigkeit und zu den planetaren Grenzen bekannt ist. Er ist einer der beiden wissenschaftlichen Direktoren des Potsdam-Instituts für Klimafolgenforschung (PIK) in Deutschland, gemeinsam mit dem Klimaökonom Ottmar Edenhofer. Außerdem ist er Professor für Erdsystemwissenschaften an der Universität Potsdam und Professor für Wassersysteme und globale Nachhaltigkeit an der Universität Stockholm.
Rockström berät z. B. UN-Institutionen, spricht auf TED-Veranstaltungen und tritt im Netflix-Film Breaking Boundaries auf. Er hat mehr als 150 wissenschaftliche Arbeiten veröffentlicht, die von der praktischen Land- und Wassernutzung bis zur globalen Nachhaltigkeit reichen. Er wird von Clarivate Analytics zu den meistzitierten Forschern der Welt gezählt.
Für sein Wirken wurde Röckström vielfach ausgezeichnet. Unter anderem erhielt er für sein Konzept der planetaren Grenzen 2024 den auch als „Nobelpreis für Umwelt“ bezeichneten Tyler Prize for Environmental Achievement und im selben Jahr, gemeinsam mit Lucy Gilson den Virchow-Preis für globale Gesundheit.

## Leben
Johan Rockström studierte von 1987 bis 1991 an der Schwedischen Universität für Agrarwissenschaften in Uppsala (Bodenkunde und Hydrologie) sowie am Pariser Institut national agronomique (Landwirtschaft). Den Doktorgrad erlangte er 1997 an der Universität Stockholm, wo er zum Thema „Systemökologie und Natürliches Ressourcenmanagement“ geforscht hatte. Rockström befasste sich in seiner bisherigen wissenschaftlichen Tätigkeit u. a. mit inter- und transdisziplinären Themen zum globalen Wasserressourcen- und Landnutzungsmanagement sowie der sozio-ökologischen Resilienz und globalen Stoffkreisläufen.
Bekannt ist Rockström insbesondere für die im Jahr 2009 veröffentlichte Entwicklung des Konzeptes der Planetary Boundaries (Belastungsgrenzen des Planeten). Die in diesem Rahmenwerk vorgestellten neun planetarischen Grenzen, vom Klima bis zur biologischen Vielfalt, gelten als grundlegend für die Aufrechterhaltung eines „sicheren Handlungsraums für die Menschheit“.
Seit September 2018 leitet Rockström zusammen mit Ottmar Edenhofer das Potsdam-Institut für Klimafolgenforschung (PIK). Rockström und Edenhofer folgen dem ehemaligen PIK-Direktor Professor Hans Joachim Schellnhuber. Außerdem ist Rockström Professor an der Universität Stockholm mit thematischem Schwerpunkt Management von Wasserressourcen und globale Nachhaltigkeit. Von 2007 bis 2018 war er Exekutivdirektor des Stockholm Resilience Centre. Von 2004 bis 2012 war er zudem Exekutivdirektor des Stockholm Environment Institute, zeitweise Mitglied des wissenschaftlichen Beirats des Potsdam-Instituts für Klimafolgenforschung. Seit 2007 ist er Mitglied der Königlich Schwedischen Akademie für Land- und Forstwirtschaft, außerdem Mitglied der Königlich Schwedischen Akademie der Wissenschaften.
Rockström steht u. a. dem Arctic Resilience Assessment des Arktischen Rats sowie der Earth League vor, einem im Februar 2013 gegründeten Netzwerk von führenden Forschenden und Forschungsinstituten aus über zehn Ländern, die sich mit planetaren Prozessen und Fragen der Nachhaltigkeit befassen. 2009 wurde er als „Schwede des Jahres“ ausgezeichnet. Er ist zudem zurzeit Mitglied des Vorstands der EAT Foundation, der KR Foundation, der Global Challenges Foundation sowie Vorsitzender von Future Earth und der Earth Commission. Im Jahr 2020 wurde Johan Rockström in der Sektion Geowissenschaften als Mitglied in die Nationale Akademie der Wissenschaften Leopoldina aufgenommen.
Im Jahr 2021 trat Rockström zusammen mit David Attenborough in einer Dokumentation auf und veröffentlichte auch ein Buch mit dem Titel „Breaking Boundaries: The Science Behind our Planet“.
Er war Redner bei verschiedenen internationalen Treffen und Organisationen, wie dem Weltwirtschaftsforum, der Generalversammlung der Vereinten Nationen (UNGA), dem United Nations Sustainable Development Solutions Network (SDSN) und den Konferenzen der Klimarahmenkonvention der Vereinten Nationen (UNFCCC). Außerdem ist er leitender Wissenschaftler von Conservation International und Mitglied der Beratergruppe der Europäischen Investitionsbank.
Im April 2023 wurde er wegen seines Forschungsbeitrags zum Konzept der Planetaren Grenzen in die Time 100-Liste der 100 einflussreichsten Personen des Jahres 2023 aufgenommen. Im Jahr 2024 wurde er mit dem Tyler Prize for Environmental Achievement ausgezeichnet, einem renommierten Preis, der oft als „Nobelpreis für Umwelt“ angesehen wird, für seine wegweisenden Arbeiten am Rahmenwerk der planetaren Grenzen, das den sicheren Handlungsraum für die Menschheit auf der Erde definiert.

## Andere Aktivitäten

### Mitgliedschaften (Auswahl)
- Conservation International, Chief Scientist[27]
- EAT-Lancet Commission on Food, Planet, Health Advisory Board, Vorsitzender[28]
- Earth Commission, Ko-Vorsitzender[29]
- European Investment Bank, Advisory Group, Mitglied[30]

- Stockholm Resilience Centre, International Advisory Board, Vorsitzender[31]
- Leopoldina Nationale Akademie der Wissenschaften, Mitglied
- Helmholtz Evaluation Committee for Energy Research, Komitteemitglied
- UN Climate Change, Climate High-Level Champions, Global Ambassador[32]
- Gulbenkian Prize for Humanity, Jury Mitglied
- Frontiers Planet Prize, Jury Mitglied
- Global Challenges Foundation, Board-Mitglied[33]
- Earth League, Partner[34]
- Future Earth, co-chair[35]
- Giving to Amplify Earth Action Awards, Jury Mitglied[36]
- Netflix, Indepedent Advisory Group of Experts, Mitglied
- Mercedes Benz - Advisory Board for Integrity and Sustainability[37]

## Auszeichnungen
- 2014: Lawrence Huntington Environmental Prize des  US-amerikanischen Woods Hole Research Center
- 2015: International Cosmos Prize[38]
- 2015: Deutscher Umweltpreis der Deutschen Bundesstiftung Umwelt (gemeinsam mit Mojib Latif)[39]
- 2016 Mitglied der Ehrenlegion (Ritter)
- 2017 Hillary Laureate[40]
- 2020 Laureate, Prince Albert II of Monaco Foundation Award[41]
- Ehrendoktorwürden der Universitäten in Gent und Amsterdam
- 2023: Public Value Award (Gemeinwohlpreis)[42][43]
- 2024: Tyler Prize for Environmental Achievement[26]
- 2024: Virchow-Preis für globale Gesundheit[9]

## Publikationen (Auswahl)

### Bücher
- Johan Rockström et al.: Breaking Boundaries: The Science Behind our Planet. Dorling Kindersley, London 2021, ISBN 978-0-241-46675-9.
- Johan Rockström et al.: Eat Good – Das Kochbuch, das die Welt verändert. Gerstenberg, Hildesheim 2019, ISBN 978-3-8369-2158-9.
- Johan Rockström et al.: Water Resilience for Human Prosperity. Cambridge University Press, 2014, ISBN 978-1-107-02419-9.
- Anders Wijkman, Johan Rockström: Bankrupting Nature: Denying Our Planetary Boundaries. Taylor & Francis, 2012, ISBN 978-0-415-53969-2.
- Malin Falkenmark, Johan Rockström: Balancing Water for Humans and Nature: The New Approach in Ecohydrology. Earthscan, 2004, ISBN 978-1-85383-927-6.

### Beiträge in Zeitschriften
- Johan Rockström et al.: Planetary Boundaries guide humanity’s future on Earth. In: Nature Reviews Earth & Environment. Band 5, 2024, S. 773–788, doi:10.1038/s43017-024-00597-z.
- David I. Armstrong McKay et al.: Exceeding 1.5°C global warming could trigger multiple climate tipping points. In: Science. Band 377, Nr. 6611, 2022, doi:10.1126/science.abn7950.
- Luke Kemp et al.: Climate Endgame: Exploring catastrophic climate change scenarios. In: Proceedings of the National Academy of Sciences. Band 111, Nr. 34, 2022, doi:10.1073/pnas.2108146119.
  - Deutsche Übersetzung: Luke Kemp et al.: Climate Endgame. Erkundungen von Szenarien eines katastrophalen Klimawandels. In: Thomas Köhler et al. (Hrsg.): Klima, Kollaps, Kommunikation. Perspektiven auf das Climate Endgame. Leibniz-Universität Hannover / Hochschule Hannover, Hannover 2024, ISBN 978-3-690-18007-8, doi:10.25968/opus-3276.
- Tim Lenton, Johan Rockström, Owen Gaffney, Stefan Rahmstorf, Katherine Richardson, Will Steffen, Hans-Joachim Schellnhuber: Climate tipping points - too risky to bet against. In: Nature. Band 575, 2019, S. 592–595, doi:10.1038/d41586-019-03595-0.
- Walter Willett et al.: Food in the Anthropocene: the EAT–Lancet Commission on healthy diets from sustainable food systems. In: The Lancet. Band 393, Nr. 10170, 2019, S. P447–492, doi:10.1016/S0140-6736(18)31788-4.
- Will Steffen et al.: Trajectories of the Earth System in the Anthropocene. In: Proceedings of the National Academy of Sciences. Band 115, Nr. 33, 2018, S. 8252–8259, doi:10.1073/pnas.1810141115.
- Johan Rockström et al.: A roadmap for rapid decarbonization. In: Science. Band 355, Nr. 6331, 2017, S. 1269–1271, doi:10.1126/science.aah3443.
- Steffen et al.: Planetary boundaries: Guiding human development on a changing planet. In: Science. Band 347, Nr. 6223, 2015, doi:10.1126/science.1259855.
- Giggs et al.: Policy: Sustainable development goals for people and planet. In: Nature. Band 495, 2013, S. 305–307, doi:10.1038/495305a.
- Foley et al.: Solutions for a cultivated planet. In: Nature. Band 478, 2011, S. 337–342, doi:10.1038/nature10452.
- Carl Folke et al.: Reconnecting to the Biosphere. In: Ambio. Band 40, Nr. 7, 2011, S. 719–738, doi:10.1007/s13280-011-0184-y.
- Steffen et al.: The Anthropocene: From Global Change to Planetary Stewardship. In: Ambio. Band 40, Nr. 7, 2011, S. 739–761, doi:10.1007/s13280-011-0185-x.
- Carl Folke et al.: Resilience Thinking: Integrating Resilience, Adaptability and Transformability. In: Ecology and Society. Band 15, Nr. 4, 2010 (Online).
- Rockström et al.: Managing water in rainfed agriculture—The need for a paradigm shift. In: Agricultural Water Management. Band 97, Nr. 4, 2010, S. 543–550, doi:10.1016/j.agwat.2009.09.009.
- Rockström et al.: A safe operating space for humanity. In: Nature. Band 461, 2009, S. 472–475, doi:10.1038/461472a.
- Rockström et al.: Future water availability for global food production: The potential of green water for increasing resilience to global Change. In: Water Resources Research. Band 45, 2009, doi:10.1029/2007WR006767.
- Rockström et al.: Assessing the water challenge of a new green revolution in developing countries. In: Proceedings of the National Academy of Sciences. Band 104, Nr. 15, 2007, doi:10.1073/pnas.0605739104.